# Кабель П-270
Кабель П-270 — полевой кабель дальней связи, предназначенный для развертывания кабельных линий с использованием каналообразующей аппаратуры ёмкостью до 12 каналов тональной частоты.

## Конструкция
Пупинизированный кабель. Состоит из четырёх токопроводящих жил, каждая скручена из 7 медных проводов. Звёздная скрутка изолированных жил шагом до 80 мм, их опрессовка выполнена слоем полиэтилена с заполнением до круглой формы. Поверх заполнения находится электростатический экран из алюминиевой ленты (толщина 0,15 мм). Каркасная оплётка состоит из 24-х стальных лужённых (оцинкованных) проволок диаметром 0,25 мм каждая, защитный шланг из морозостойкого поливинилхлорида. Катушки индуктивности (1,3 мГн каждая) вмонтированы в соединительные полумуфты, которыми оканчиваются строительные длины. Каждая катушка состоит из тора (28x178 мм, карбонильное железо) и двух полуобмоток (провод ЛЭШО 35x0,07), заключена в пластмассовый изоляционный корпус, на одну из сторон которого выведены от полуобмоток перья. Номинальная индуктивность — 0,8 мГн.
Кабель позволяет повысить дальность связи на одном участке без использования НУП, но снижает диапазон используемых частот и исключает приём ДП для НУП. Ограничена возможность использования цепей кабеля до 60 кГц. Шаг пупинизации соответствует строительной длине кабеля.

## Характеристики
- Строительная длина: 250 м
- Количество жил: 4
- Провода в жилах: 7 медных (диаметр 0,49 мм)
- Изоляция: полиэтилен
- Защитный шланг: морозостойкий ПВХ
- Экран: алюминиевая лента (диаметр 0,15 мм)
- Диаметр кабеля: 14 мм
- Выходное сопротивление: 600 Ом
- Сопротивление изоляции: 1250 мОм/км
- Масса 1 км: 240 кг